# Le Corniaud
Le Corniaud (Frans: "de sukkel") is een Frans-Italiaanse komische film uit 1965, onder regie van Gérard Oury. 
De hoofdrollen worden gespeeld door Bourvil en Louis de Funès. In België werd de film uitgebracht onder de titel De Snul. In Nederland is de titel De Eend en de Cadillac.
Le Corniaud is tevens een roadmovie en speelt zich af in steden zoals Parijs, Rome, Napels, Pisa, Carcassonne en Bordeaux.  Andere belangrijke plaatsen zijn Villa d'Este in Tivoli, en de Engelenburcht in Rome. Daarnaast wordt door Toscane en Côte d'Azur gereisd.
In 1965 was deze komedie goed voor 11.740.438 toeschouwers en groeide daarmee uit tot de succesrijkste film van 1965 in Frankrijk.

## Verhaal
Antoine Maréchal woont in Parijs, vertrekt op vakantie naar Italië. Hij is nog maar net weggereden of zijn Citroën 2CV raakt al total loss door een ongeluk waar de Bentley van Léopold Saroyan bij betrokken is.
De rijke Saroyan is eigenaar van een import/export-firma.  Als vergoeding stelt hij voor dat Maréchal met een Caravelle naar Napels vliegt. Daar staat een Cadillac van een relatie klaar, die Maréchal mag overbrengen naar Bordeaux.  Vervolgens zal de Cadillac naar Miami worden verscheept. Uiteraard zijn alle onkosten voor Saroyan. Maréchal gaat op het aanbod in.
In werkelijkheid is Saroyan de leider van een criminele organisatie. Zonder dat Maréchal het weet, is de Cadillac gevuld met smokkelwaar zoals drugs, gestolen goud, juwelen, en een grote diamant.
Saroyan vliegt ook naar Napels om zo het transport door de onwetende Maréchal stiekem te volgen. Bij het vertrek uit de haven van Napels raken de bumpers van de Cadillac beschadigd en Maréchal vraagt een lokale garage de schade te herstellen. De garagehouder ontdekt dat de bumpers van goud zijn, en vervangt ze door exemplaren die hij van een andere Cadillac steelt. Een rivaliserende gangsterbende met aan het hoofd een stotteraar achtervolgt eveneens de Cadillac met de bedoeling de smokkelwaar te stelen, maar door een aantal hilarische verwikkelingen gaan de drugs en de juwelen verloren. Alleen de grootste en meest gezochte diamant ter wereld, de Youn Koun Koun, blijft in de Cadillac verborgen.
Wanneer Maréchal Frankrijk binnenrijdt snapt hij hoe de vork aan de steel zit. Daarop beslist hij om de rollen om te draaien en Saroyan op te zetten tegen de Italiaanse gangsters. Het komt tot een confrontatie in Carcassonne. In Bordeaux ontdekt hij ten slotte de Youn Koun Koun. Als Maréchal en Saroyan samen naar het politiebureau worden overgebracht legt Saroyan uit dat Maréchal recht heeft op een deel van het verzekeringsgeld, nu deze de Youn Koun Koun heeft gevonden. Hij heeft wel een plan om dit geld te investeren...

## Achtergrond
De film is deels gebaseerd op waar gebeurde feiten. Enkele jaren eerder was Jacques Angelvin, presentator van het Franse televisieprogramma "Paris-Club", opgepakt in de Verenigde Staten, in het kader van de strijd tegen de French Connection. In de Buick die hij bestuurde was meer dan 50 kilo aan heroïne de Verenigde Staten binnengesmokkeld. Angelvin zou hiervoor 10.000 dollar krijgen en dacht dat hij de Amerikaanse douane wel kon misleiden omdat hij een Franse beroemdheid was. In de film wordt hier aan gerefereerd. Het personage Saroyan zegt op zeker ogenblik dat niet de auto verdacht is, maar wel de sukkel van een bestuurder die het zich kan permitteren om in zo'n wagen te rijden.

## Rolverdeling
| Acteur              | Personage                                                   |
| ------------------- | ----------------------------------------------------------- |
| Bourvil             | Antoine Maréchal                                            |
| Louis de Funès      | Léopold Saroyan                                             |
| Venantino Venantini | Mickey, de Italiaanse gangster, de stotteraar               |
| Jean Droze          | de gewapende handlanger van Saroyan                         |
| Jacques Ferrière    | de chauffeur van Saroyan                                    |
| Alida Chelli        | Gina, de manicure                                           |
| Lando Buzzanca      | Lino, de barbier                                            |
| Beba Loncar         | Ursula, de liftster                                         |
| Jack Ary            | de commissaris                                              |
| Henri Génès         | Martial, de vriend-politieagent van Maréchal in Carcassonne |
| Nino Vingelli       | de garagist van Napels                                      |
| Jean-Marie Bon      | de garagist van Rome                                        |